# J・マイケル・ビショップ
ジョン・マイケル・ビショップ（John Michael Bishop、1936年2月22日 - ）はアメリカ合衆国の免疫学者、微生物学者。カリフォルニア大学サンフランシスコ校の学長。1989年、ハロルド・ヴァーマスと共にノーベル生理学・医学賞を受賞した。

## 経歴
ペンシルベニア州で生まれ、ゲティスバーグ大学に入学。その後1962年にはハーバード大学にてM.D.を取得。
彼は最初、アメリカ国立衛生研究所のアメリカ国立アレルギー・感染症研究所にて働く。その後ドイツ、ハンブルクのHeinrich-Pette Instituteに一年間勤務後、1968年にカリフォルニア大学サンフランシスコ校の教員に就任。1998年から学長を務める。
レトロウイルスの研究でノーベル生理学・医学賞を受賞したことで知られる。1980年代、ハロルド・ヴァーマスとともに最初に人間の癌遺伝子である、c-Srcを発見した。この発見により、細胞の正常な遺伝子から悪性腫瘍にどのように変化するかを理解することが可能となった。この変化はウイルス、放射線、いくらかの種類の薬品との接触によって引き起こされる。

## 受賞歴
- 1982年 アルバート・ラスカー基礎医学研究賞
- 1983年 パサノ賞、ウォーレン賞
- 1984年 ガードナー国際賞
- 1986年 ディクソン賞
- 1989年 ノーベル生理学・医学賞
- 2003年 アメリカ国家科学賞